# いつの日かその胸に
『いつの日かその胸に』（いつのひかそのむねに）は、1994年10月31日 - 12月28日にTBS「花王 愛の劇場」枠にて放送された日本の昼ドラマである。全43話。

## 概要
前年放送の『赤い迷宮』に続く「愛の劇場」枠で放送の大映テレビ制作のテレビドラマである。

## キャスト
- 秋田浩子 - 鮎ゆうき
- 神谷剛 - 松村雄基
- 小松方正
- 河田昌一 - 京本政樹
- 藤堂新二
- 増田みちる - 森下桂（現・森下涼子）
- 秋田謙介 - 岡野進一郎
- 秋田克子 - 神矢夕紀
- 亜里香
- 高林由紀子
- 秋田泰子 - 稲垣美穂子
- 秋田晋二 - 倉石功
- 山本紀彦
- 宮田州
- 島英司
- 車邦彦
- 宮脇順
- 標交紀
- 長谷川哲夫
- 加藤治
- 表よしこ
- 秋田浩太郎 - 根上淳
- 野田善子（現・野田よしこ）
- ナレーター - 畠山里美

## スタッフ
- プロデューサー - 春日千春、柳田博美、川口武夫
- 脚本 - 江連卓
- 音楽 - 竹村次郎
- 医学監修 - 大井玄
- 番組宣伝 - 河野裕之（TBS）
- 助監督 - 小島正道
- 監督 - 江崎実生、寺山彰男
- 技術協力 - ビデオフォーカス
- 制作 - TBS、大映テレビ

## 主題歌
- 『永遠なる序章』来生たかお

作詞：来生えつこ / 作曲：来生たかお / 編曲：星勝